# Stadtbibliothek Gotha
Die Stadtbibliothek Heinrich Heine  ist eine öffentliche Bibliothek in Trägerschaft der thüringischen Stadt Gotha. Sie ist nach Heinrich Heine benannt.
Leiter war von 1953 bis 1985 der Schriftsteller Hanns Cibulka. Die Stadtbibliothek befand sich bis Ende 2013 im ehemaligen Orangenhaus der Orangerie Gotha. Die Kinder- und Jugendbibliothek hatte ihren Standort in der westlichen Altstadt. Anfang 2014 erfolgte der Umzug in das nahegelegene, wiedererrichtete Winterpalais in der Friedrichstraße.
Am neuen Standort wurden Kinder- und Erwachsenenbibliothek in einem Gebäude zusammengeführt. Auf einer Nutzfläche von 2.000 m² werden ca. 60.000 Medien (Stand: März 2014) angeboten. Zum Zeitpunkt des Umzuges im März 2014 waren 5.315 Nutzer registriert.

## Auszeichnungen
- 2020: Bibliothek des Jahres in kleinen Kommunen und Regionen[3]